# Albert Bowman Rogers

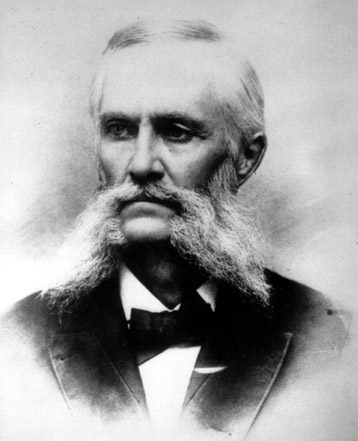
Rogers in den 1880ern

Albert Bowman Rogers (* 29. Mai 1829 in Orleans, Massachusetts, USA; † 4. Mai 1889 in Waterville, Minnesota), allgemein als A. B. Rogers bekannt, war ein US-amerikanischer Vermesser. Er entdeckte den nach ihm benannten Rogers Pass in der kanadischen Provinz British Columbia.
Er begann sein Studium zunächst an der Brown University, wechselte aber nach einem Jahr an die Yale University, wo er seinen Abschluss in Ingenieurwissenschaft machte. Rogers diente in der Kavallerie der USA; während des Aufstands der Lakota im Jahr 1862 wurde er zum Major befördert. Seine ersten Arbeiten als Vermesser führte er in der amerikanischen Prärie für die Chicago, Milwaukee, St. Paul and Pacific Railroad aus.
Im April 1881 wurde Rogers von der Canadian Pacific Railway (CPR) beauftragt, für die sich in Bau befindende transkontinentale Eisenbahn einen Passübergang in den weitgehend unerforschten Selkirk Mountains zu finden. Man versprach ihm einen Scheck über 5000 Dollar, außerdem sollte der Pass nach ihm benannt werden. Der Ingenieur Walter Moberly hatte zuvor etwas weiter im Westen den Eagle Pass entdeckt. Den Vermutungen von Moberly vertrauend, begann Rogers seine Expedition an jenem Punkt, wo heute die Stadt Revelstoke liegt.
Rogers und seine Expeditionsbegleiter folgten von Westen her dem Illecillewaet River. Da ihnen die Lebensmittel ausgingen, kehrten sie kurz vor der Passhöhe um. Die zweite Expedition im Jahr 1882 führte von Osten her durch das Tal des Beaver River. Rogers erreichte einen Punkt, von wo aus er die Stelle sehen konnte, bei der er im vorherigen Jahr hatte umkehren müssen. Nun war er sicher, einen geeigneten Übergang für die Eisenbahn gefunden zu haben, die sich zu diesem Zeitpunkt bereits in einem weit fortgeschrittenen Baustadium befand. Die CPR hielt sich an das Versprechen, taufte den Übergang Rogers Pass und überreichte den Scheck. Rogers weigerte sich zunächst aber, den Scheck einzulösen, rahmte diesen stattdessen ein und sagte, er habe dies nicht für Geld, sondern für den Ruhm getan. Schließlich konnte CPR-Manager William Cornelius Van Horne ihn zur Einlösung bewegen, als er eine gravierte Uhr drauflegte.
Seine Laufbahn als Vermesser nahm ein jähes Ende, als er in der Nähe von Coeur d’Alene (Idaho) für die Great Northern Railway arbeitete. Er stürzte von seinem Pferd und verletzte sich dabei schwer. Am 4. Mai 1889 starb er an den Folgen seiner Verletzungen; einige Quellen geben jedoch Magenkrebs als Todesursache an.